# Сейлорс, Кен
Кеннет Л. «Кен» Сейлорс (англ. Kenneth L. "Ken" Sailors; 14 января 1921 года, Бушнелл, штат Небраска, США — 30 января 2016, Ларами, штат Вайоминг, США) — американский профессиональный баскетболист. Чемпион первенства Национальной ассоциации студенческого спорта (NCAA) сезона 1942/1943 годов, в котором он был признан самым выдающимся игроком этого баскетбольного турнира.

## Ранние годы
Родился в посёлке Бушнелл (штат Небраска), откуда в самом раннем возрасте вместе с родителями перебрался в местечко Хиллсдейл (штат Вайоминг), а учился он немного западнее, в городе Ларами, в одноимённой средней школе, в которой выступал за местную баскетбольную команду.

## Карьера игрока
Играл на позиции разыгрывающего защитника. Учился в Вайомингском университете, в 1946 году заключил контракт с командой «Кливленд Ребелс», которая выступала в Баскетбольной ассоциации Америки (БАА), предшественнице НБА. Позже выступал за команды «Чикаго Стэгс», «Филадельфия Уорриорз», «Провиденс Стимроллерс», «Денвер Наггетс», «Бостон Селтикс» и «Балтимор Буллетс». Всего в БАА/НБА провёл 5 сезонов. Один раз включался во 2-ю сборную всех звёзд БАА (1949). В 1943 году Сейлорс стал чемпионом Национальной ассоциации студенческого спорта (NCAA), а также самым выдающимся игроком этого баскетбольного турнира. Один раз включался в 1-ю всеамериканскую сборную NCAA (1943), а также один раз — во 2-ю всеамериканскую сборную NCAA (1946). Всего за карьеру в НБА сыграл 276 игр, в которых набрал 3480 очков (в среднем 12,6 за игру), сделал 120 подборов и 781 передачу.
Кен Сейлорс считается одним из первооткрывателей баскетбольного элемента бросок в прыжке. Согласно утверждению Джона Кристгау, автора книги «Происхождение броска в прыжке», Кен Сейлорс сделал это в мае 1934 года. В американском документальном фильме 2019 года «Бросок в прыжке: История Кенни Сейлорса» (англ. "Jump Shot: The Kenny Sailors Story") указывается, что именно Кен Сейлорс сделал этот бросок популярным.

## Статистика

### Статистика в НБА
| Сезон                                                                                    | Команда              | Регулярный сезон | Регулярный сезон | Регулярный сезон | Регулярный сезон | Регулярный сезон | Регулярный сезон | Регулярный сезон | Регулярный сезон | Регулярный сезон | Регулярный сезон | Регулярный сезон | Серия плей-офф | Серия плей-офф | Серия плей-офф | Серия плей-офф | Серия плей-офф | Серия плей-офф | Серия плей-офф | Серия плей-офф | Серия плей-офф | Серия плей-офф | Серия плей-офф |
| Сезон                                                                                    | Команда              | GP               | GS               | MPG              | FG%              | 3P%              | FT%              | RPG              | APG              | SPG              | BPG              | PPG              | GP             | GS             | MPG            | FG%            | 3P%            | FT%            | RPG            | APG            | SPG            | BPG            | PPG            |
| ---------------------------------------------------------------------------------------- | -------------------- | ---------------- | ---------------- | ---------------- | ---------------- | ---------------- | ---------------- | ---------------- | ---------------- | ---------------- | ---------------- | ---------------- | -------------- | -------------- | -------------- | -------------- | -------------- | -------------- | -------------- | -------------- | -------------- | -------------- | -------------- |
| 1946/47                                                                                  | Кливленд Ребелс      | 58               |                  |                  | 30,9             |                  | 59,5             |                  | 2,3              |                  |                  | 9,9              | 2              |                |                | 37,5           |                | 75,0           |                | 2,0            |                |                | 7,5            |
| 1947/48                                                                                  | Чикаго Стэгс         | 1                |                  |                  | 0,0              |                  | -                |                  | 0,0              |                  |                  | 0,0              | Не участвовал  | Не участвовал  | Не участвовал  | Не участвовал  | Не участвовал  | Не участвовал  | Не участвовал  | Не участвовал  | Не участвовал  | Не участвовал  | Не участвовал  |
| 1947/48                                                                                  | Филадельфия Уорриорз | 2                |                  |                  | 66,7             |                  | -                |                  | 0,0              |                  |                  | 2,0              | Не участвовал  | Не участвовал  | Не участвовал  | Не участвовал  | Не участвовал  | Не участвовал  | Не участвовал  | Не участвовал  | Не участвовал  | Не участвовал  | Не участвовал  |
| 1947/48                                                                                  | Провиденс            | 41               |                  |                  | 30,0             |                  | 69,2             |                  | 1,4              |                  |                  | 12,7             | Не участвовал  | Не участвовал  | Не участвовал  | Не участвовал  | Не участвовал  | Не участвовал  | Не участвовал  | Не участвовал  | Не участвовал  | Не участвовал  | Не участвовал  |
| 1948/49                                                                                  | Провиденс            | 57               |                  |                  | 34,1             |                  | 76,6             |                  | 3,7              |                  |                  | 15,8             | Не участвовал  | Не участвовал  | Не участвовал  | Не участвовал  | Не участвовал  | Не участвовал  | Не участвовал  | Не участвовал  | Не участвовал  | Не участвовал  | Не участвовал  |
| 1949/50                                                                                  | Денвер               | 57               |                  |                  | 34,9             |                  | 72,1             |                  | 4,0              |                  |                  | 17,3             | Не участвовал  | Не участвовал  | Не участвовал  | Не участвовал  | Не участвовал  | Не участвовал  | Не участвовал  | Не участвовал  | Не участвовал  | Не участвовал  | Не участвовал  |
| 1950/51                                                                                  | Бостон               | 10               |                  |                  | 16,0             |                  | 62,5             | 0,3              | 0,8              |                  |                  | 1,8              | Не участвовал  | Не участвовал  | Не участвовал  | Не участвовал  | Не участвовал  | Не участвовал  | Не участвовал  | Не участвовал  | Не участвовал  | Не участвовал  | Не участвовал  |
| 1950/51                                                                                  | Балтимор             | 50               |                  |                  | 34,8             |                  | 73,8             | 2,3              | 2,8              |                  |                  | 9,5              | Не участвовал  | Не участвовал  | Не участвовал  | Не участвовал  | Не участвовал  | Не участвовал  | Не участвовал  | Не участвовал  | Не участвовал  | Не участвовал  | Не участвовал  |
|                                                                                          | Всего                | 276              |                  |                  | 32,9             |                  | 71,2             | 2,0              | 2,8              |                  |                  | 12,6             | 2              |                |                | 37,5           |                | 75,0           |                | 2,0            |                |                | 7,5            |
| Наведите курсор мыши на аббревиатуры в заголовке таблицы, чтобы прочесть их расшифровку. |                      |                  |                  |                  |                  |                  |                  |                  |                  |                  |                  |                  |                |                |                |                |                |                |                |                |                |                |                |